# راشیدا
راشیدا ویداد باکنر-فراست (اغلب با نام راشیدا) یک خواننده رپ، شخصیت تلویزیونی و تاجر آمریکایی است. او فعالیت موسیقی خود را به عنوان عضوی از گروه سه‌گانه هیپ هاپ زن دا کپرز آغاز کرد که در سال ۱۹۹۸ نامی برای خود دست و پا کرد در سال ۲۰۰۰، او حرفه انفرادی خود را آغاز کرد.
در سال ۱۹۹۹، رشیده با کرک فراست ازدواج کرد که از او دارای دو پسر است که در سال‌های ۲۰۰۰ و ۲۰۱۳ به دنیا آمدند